# Posht Qaleh
Posht Qaleh (em persa: پشت قلعه, também romanizada como Posht Qal‘eh) é uma aldeia do distrito rural de Jaber-e Ansar, no condado de Abdanan, da província de Ilam, Irã.
No censo de 2006, sua população era de 1 231 habitantes, em 255 famílias.